# Apogonichthyoides
Apogonichthyoides is een geslacht van straalvinnige vissen uit de familie van de kardinaalbaarzen (Apogonidae).

## Soorten
- Apogonichthyoides atripes Ogilby, 1916
- Apogonichthyoides brevicaudatus Weber, 1909
- Apogonichthyoides cantoris Bleeker, 1851
- Apogonichthyoides chrysurus Ogilby, 1889
- Apogonichthyoides erdmanni Fraser & Allen, 2011
- Apogonichthyoides euspilotus Fraser, 2006
- Apogonichthyoides gardineri Regan, 1908
- Apogonichthyoides heptastygma Cuvier, 1828
- Apogonichthyoides maculipinnis Regan, 1908
- Apogonichthyoides melas Bleeker, 1848
- Apogonichthyoides miniatus Fraser, 2010
- Apogonichthyoides niger Döderlein, 1883
- Apogonichthyoides nigripinnis Cuvier, 1828
- Apogonichthyoides opercularis Macleay, 1878
- Apogonichthyoides pharaonis Bellotti, 1874
- Apogonichthyoides pseudotaeniatus Gon, 1986
- Apogonichthyoides regani Whitley, 1951
- Apogonichthyoides sialis Jordan & Thompson, 1914
- Apogonichthyoides taeniatus Cuvier, 1828
- Apogonichthyoides timorensis Bleeker, 1854
- Apogonichthyoides umbratilis Fraser & Allen, 2010
- Apogonichthyoides uninotatus Smith & Radcliffe, 1912